# 不花
不花（?—?），元朝大臣，元仁宗、元英宗时中书参知政事。兀速儿吉部人。大司农曷剌的儿子。
不花早年任爱育黎拔力八达（仁宗）宿卫。元仁宗即位，特授中书直省舍人，转任典瑞太监，改任左司员外郎、参议中书省事。延祐三年（1316年），升中书参知政事。后为同知宣徽事、典瑞院使。元英宗至治元年（1321年）为翰林学士，负责东蕃诸部奏事。至治三年（1323年），御史大夫铁失等发动政变，袭杀元英宗和右丞相拜住，他也被杀害。泰定二年（1325年），元泰定帝追赠功臣号和阶勋爵谥。

## 延伸阅读
[在维基数据编辑]
 《新元史/卷178》，出自柯劭忞《新元史》